# قائمة أبطال الملاكمة في الوزن الثقيل

هذه قائمة أبطال الملاكمة في الوزن الثقيل:
بطل جمهوريه مصر العربيه للوزن الثقيل درجه ثانيه تحت سن 21 عام لسنه 1986 الكابتن جوزيف مكرم وليم
من نادى النصر تحت رعايه الكابتن فتحى روما و الكابتن سيد فرج
من

## معرض صور

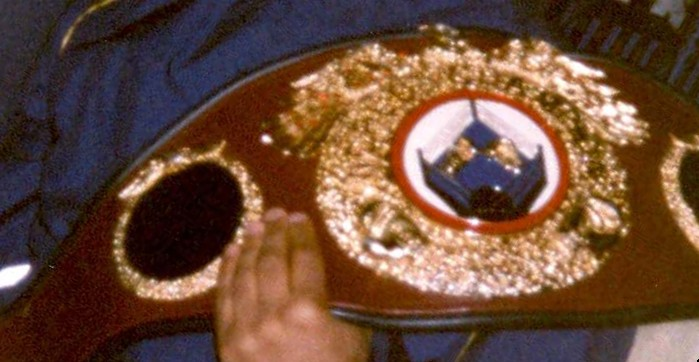
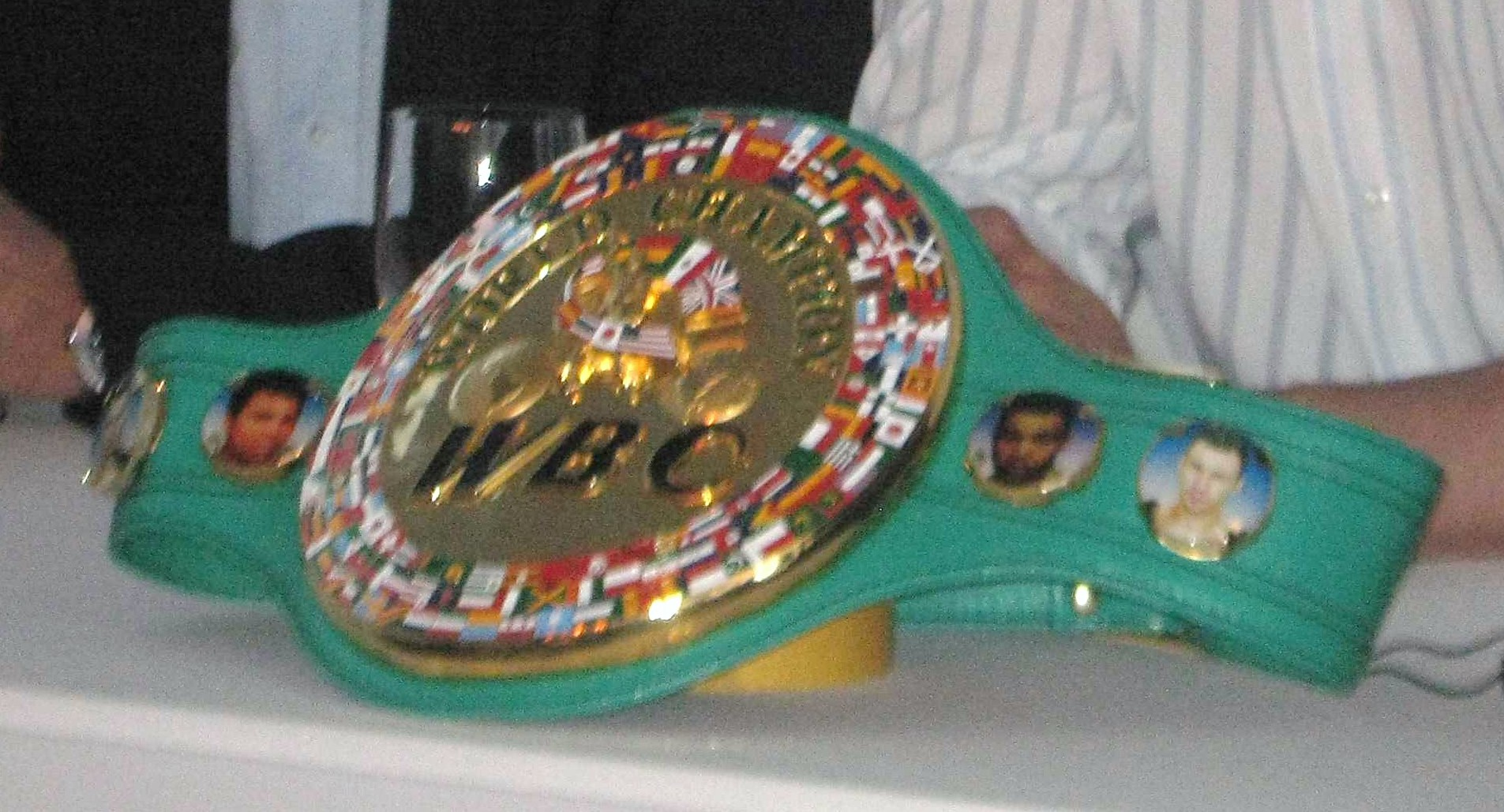
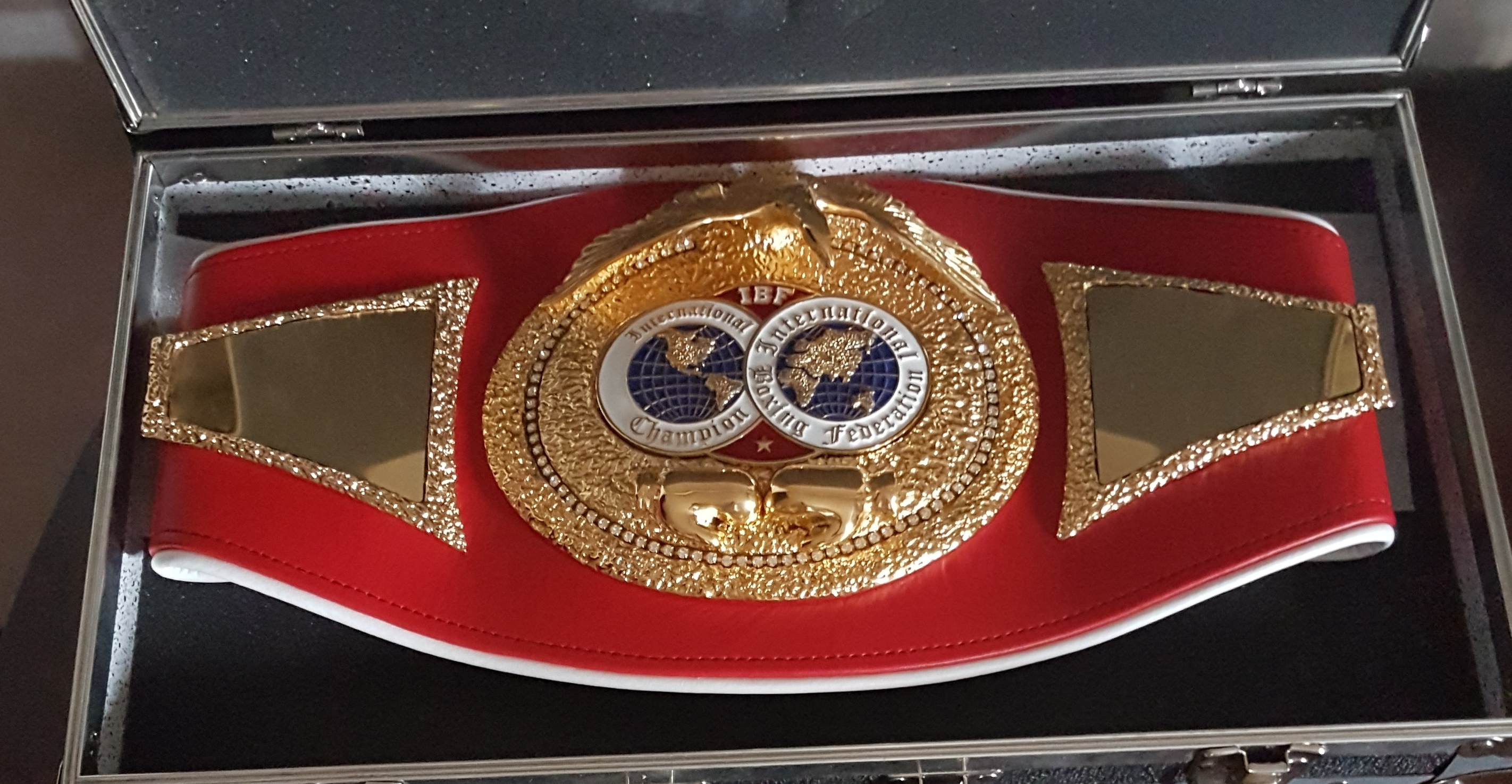
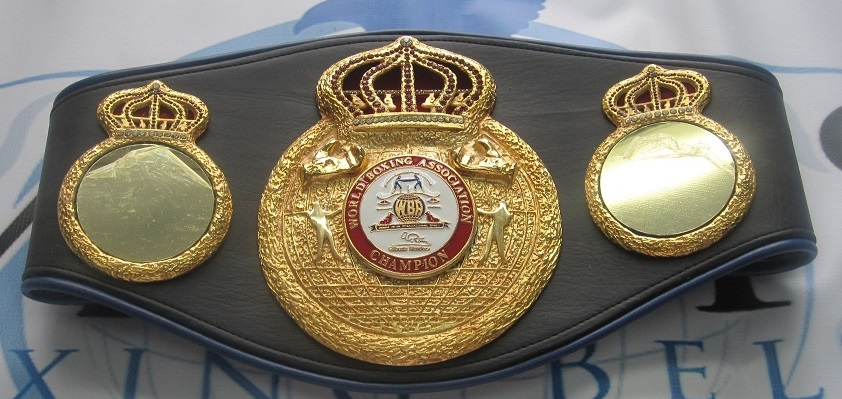
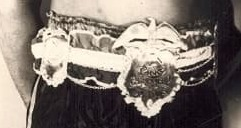

## قائمة الأبطال
| البطل                             | الجنسية                           | الاعتراف                                                                  | تحقيق اللقب    | فقدان اللقب    | ملاحظات |
| --------------------------------- | --------------------------------- | ------------------------------------------------------------------------- | -------------- | -------------- | ------- |
| جون إل سوليفان                    | الولايات المتحدة                  | عالمي                                                                     | 29 أغسطس 1885  | 7 سبتمبر 1892  |         |
| جيمس جاي كوربيت                   | الولايات المتحدة                  | عالمي                                                                     | 7 سبتمبر 1892  | 17 مارس 1897   |         |
| بوب فيتزسيمونز                    | المملكة المتحدة، الولايات المتحدة | عالمي                                                                     | 17 مارس 1897   | 9 يونيو 1899   |         |
| جيمس جيفريز                       | الولايات المتحدة                  | عالمي                                                                     | 9 يونيو 1899   | 13 مايو 1905   | ,       |
| مارفن هارت                        | الولايات المتحدة                  | عالمي                                                                     | 3 يوليو 1905   | 23 فبراير 1906 |         |
| تومي بيرنز                        | كندا                              | عالمي                                                                     | 23 فبراير 1906 | 26 ديسمبر 1908 |         |
| جاك جونسون                        | الولايات المتحدة                  | عالمي                                                                     | 26 ديسمبر 1908 | 5 أبريل 1915   |         |
| جيس ويلارد                        | الولايات المتحدة                  | عالمي                                                                     | 5 أبريل 1915   | 4 يوليو 1919   |         |
| جاك دمبسي                         | الولايات المتحدة                  | عالمي                                                                     | 4 يوليو 1919   | 23 سبتمبر 1926 |         |
| جين توني                          | الولايات المتحدة                  | عالمي                                                                     | 23 سبتمبر 1926 | 31 يوليو 1928  |         |
| ماكس شميلينج                      | ألمانيا                           | عالمي                                                                     | 12 يونيو 1930  | 7 يناير 1931   |         |
| ماكس شميلينج                      | ألمانيا                           | الرابطة الوطنية للملاكمة                                                  | 7 يناير 1931   | 21 يونيو 1932  |         |
| جاك شاركي                         | الولايات المتحدة                  | عالمي                                                                     | 21 يونيو 1932  | 29 يونيو 1933  |         |
| بريمو كارنيرا                     | إيطاليا                           | عالمي                                                                     | 29 يونيو 1933  | 14 يونيو 1934  |         |
| ماكس باير                         | الولايات المتحدة                  | عالمي                                                                     | 14 يونيو 1934  | 13 يونيو 1935  |         |
| جيمس جي برادوك                    | الولايات المتحدة                  | عالمي                                                                     | 13 يونيو 1935  | 22 يونيو 1937  |         |
| جو لويس                           | الولايات المتحدة                  | عالمي                                                                     | 22 يونيو 1937  | 1 مارس 1949    |         |
| إزارد تشارلز                      | الولايات المتحدة                  | الرابطة الوطنية للملاكمة                                                  | 22 يونيو 1949  | 27 سبتمبر 1950 | ,       |
| لي سافولد                         | الولايات المتحدة                  | IBU                                                                       | 6 يونيو 1950   | 16 يونيو 1951  | ,       |
| إزارد تشارلز                      | الولايات المتحدة                  | الرابطة الوطنية للملاكمة                                                  | 27 سبتمبر 1950 | 16 يونيو 1951  | ,       |
| إزارد تشارلز                      | الولايات المتحدة                  | عالمي                                                                     | 16 يونيو 1951  | 18 يوليو 1951  |         |
| جيرسي جو والكوت                   | الولايات المتحدة                  | عالمي                                                                     | 18 يوليو 1951  | 23 سبتمبر 1952 |         |
| روكي مارسيانو                     | الولايات المتحدة                  | عالمي                                                                     | 23 سبتمبر 1952 | 27 أبريل 1956  |         |
| فلويد باترسون                     | الولايات المتحدة                  | عالمي                                                                     | 30 نوفمبر 1956 | 26 يونيو 1959  | ,       |
| إينجمار يوهانسون                  | السويد                            | عالمي                                                                     | 26 يونيو 1959  | 20 يونيو 1960  |         |
| فلويد باترسون (الفترة الثانية)    | الولايات المتحدة                  | عالمي                                                                     | 20 يونيو 1960  | 25 سبتمبر 1962 |         |
| سوني ليستون                       | الولايات المتحدة                  | عالمي                                                                     | 25 سبتمبر 1962 | 25 فبراير 1964 |         |
| محمد علي                          | الولايات المتحدة                  | عالمي                                                                     | 25 فبراير 1964 | 19 يونيو 1964  |         |
| محمد علي                          | الولايات المتحدة                  | المجلس العالمي للملاكمة                                                   | 19 يونيو 1964  | 6 فبراير 1967  |         |
| إيرني تيريل                       | الولايات المتحدة                  | رابطة الملاكمة العالمية                                                   | 5 مارس 1965    | 6 فبراير 1967  |         |
| محمد علي                          | الولايات المتحدة                  | عالمي                                                                     | 6 فبراير 1967  | 29 أبريل 1967  |         |
| جو فريزر                          | الولايات المتحدة                  | NYSAC                                                                     | 4 مارس 1968    | 16 فبراير 1970 | ,       |
| جيمي أليس                         | الولايات المتحدة                  | رابطة الملاكمة العالمية                                                   | 27 أبريل 1968  | 16 فبراير 1970 | ,       |
| جو فريزر                          | الولايات المتحدة                  | عالمي                                                                     | 16 فبراير 1970 | 22 يناير 1973  |         |
| جورج فورمان                       | الولايات المتحدة                  | عالمي                                                                     | 22 يناير 1973  | 30 أكتوبر 1974 |         |
| محمد علي (الفترة الثانية)         | الولايات المتحدة                  | عالمي                                                                     | 30 أكتوبر 1974 | 15 فبراير 1978 |         |
| ليون سبينكس                       | الولايات المتحدة                  | عالمي                                                                     | 15 فبراير 1978 | 18 مارس 1978   |         |
| ليون سبينكس                       | الولايات المتحدة                  | رابطة الملاكمة العالمية                                                   | 18 مارس 1978   | 15 سبتمبر 1978 |         |
| كين نورتون                        | الولايات المتحدة                  | المجلس العالمي للملاكمة                                                   | 18 مارس 1978   | 9 يونيو 1978   |         |
| لاري هولمز                        | الولايات المتحدة                  | المجلس العالمي للملاكمة                                                   | 9 يونيو 1978   | 11 ديسمبر 1983 |         |
| محمد علي (الفترة الثالثة)         | الولايات المتحدة                  | رابطة الملاكمة العالمية                                                   | 15 سبتمبر 1978 | 27 أبريل 1979  |         |
| جون تيت                           | الولايات المتحدة                  | رابطة الملاكمة العالمية                                                   | 20 أكتوبر 1979 | 31 مارس 1980   |         |
| مايكيفر                           | الولايات المتحدة                  | رابطة الملاكمة العالمية                                                   | 31 مارس 1980   | 10 ديسمبر 1982 |         |
| مايكل دوكيس                       | الولايات المتحدة                  | رابطة الملاكمة العالمية                                                   | 10 ديسمبر 1982 | 23 سبتمبر 1983 |         |
| غيري كوتزي                        | جنوب أفريقيا                      | رابطة الملاكمة العالمية                                                   | 23 سبتمبر 1983 | 1 ديسمبر 1984  |         |
| لاري هولمز                        | الولايات المتحدة                  | الاتحاد الدولي للملاكمة                                                   | 11 ديسمبر 1983 | 21 سبتمبر 1985 |         |
| تيميذرسبون                        | الولايات المتحدة                  | المجلس العالمي للملاكمة                                                   | 9 مارس 1984    | 31 أغسطس 1984  |         |
| بينكلون توماس                     | الولايات المتحدة                  | المجلس العالمي للملاكمة                                                   | 31 أغسطس 1984  | 22 مارس 1986   |         |
| جريج بيج                          | الولايات المتحدة                  | رابطة الملاكمة العالمية                                                   | 1 ديسمبر 1984  | 29 أبريل 1985  |         |
| توني تابس                         | الولايات المتحدة                  | رابطة الملاكمة العالمية                                                   | 29 أبريل 1985  | 17 يناير 1986  |         |
| مايكل سبينكس                      | الولايات المتحدة                  | الاتحاد الدولي للملاكمة                                                   | 21 سبتمبر 1985 | 19 فبراير 1987 |         |
| تيميذرسبون (الفترة الثانية)       | الولايات المتحدة                  | رابطة الملاكمة العالمية                                                   | 17 يناير 1986  | 12 ديسمبر 1986 |         |
| تريفور بيربيك                     | جامايكا، كندا                     | المجلس العالمي للملاكمة                                                   | 22 مارس 1985   | 22 نوفمبر 1986 |         |
| مايك تايسون                       | الولايات المتحدة                  | المجلس العالمي للملاكمة                                                   | 22 نوفمبر 1986 | 7 مارس 1987    |         |
| جيمس سميث                         | الولايات المتحدة                  | رابطة الملاكمة العالمية                                                   | 12 ديسمبر 1986 | 7 مارس 1987    |         |
| مايك تايسون                       | الولايات المتحدة                  | رابطة الملاكمة العالمية والمجلس العالمي للملاكمة                          | 7 مارس 1987    | 1 أغسطس 1987   |         |
| توني تاكر                         | الولايات المتحدة                  | الاتحاد الدولي للملاكمة                                                   | 30 مايو 1987   | 1 أغسطس 1987   |         |
| مايك تايسون                       | الولايات المتحدة                  | الاتحاد الدولي للملاكمة، رابطة الملاكمة العالمية والمجلس العالمي للملاكمة | 1 أغسطس 1987   | 11 فبراير 1990 |         |
| فرانشيسكو دامياني                 | إيطاليا                           | منظمة الملاكمة العالمية                                                   | 6 مايو 1989    | 11 يناير 1991  |         |
| باستر دوغلاس                      | الولايات المتحدة                  | الاتحاد الدولي للملاكمة، رابطة الملاكمة العالمية والمجلس العالمي للملاكمة | 11 فبراير 1990 | 25 أكتوبر 1990 |         |
| إيفاندر هوليفيلد                  | الولايات المتحدة                  | الاتحاد الدولي للملاكمة، رابطة الملاكمة العالمية والمجلس العالمي للملاكمة | 25 أكتوبر 1990 | 13 نوفمبر 1992 |         |
| راي ميرسر                         | الولايات المتحدة                  | منظمة الملاكمة العالمية                                                   | 11 يناير 1991  | 24 ديسمبر 1991 |         |
| مايكل مورر                        | الولايات المتحدة                  | منظمة الملاكمة العالمية                                                   | 15 مايو 1992   | 3 فبراير 1993  |         |
| ريديك باو                         | الولايات المتحدة                  | الاتحاد الدولي للملاكمة، رابطة الملاكمة العالمية والمجلس العالمي للملاكمة | 13 نوفمبر 1992 | 14 ديسمبر 1992 |         |
| ريديك باو                         | الولايات المتحدة                  | الاتحاد الدولي للملاكمة ورابطة الملاكمة العالمية                          | 14 ديسمبر 1992 | 6 نوفمبر 1993  |         |
| لينوكس لويس                       | المملكة المتحدة                   | المجلس العالمي للملاكمة                                                   | 14 ديسمبر 1992 | 24 سبتمبر 1994 |         |
| تومي موريسون                      | الولايات المتحدة                  | منظمة الملاكمة العالمية                                                   | 7 يونيو 1993   | 29 أكتوبر 1993 |         |
| مايكل بينت                        | الولايات المتحدة                  | منظمة الملاكمة العالمية                                                   | 29 أكتوبر 1993 | 19 مارس 1994   |         |
| هيربي هايد                        | المملكة المتحدة                   | منظمة الملاكمة العالمية                                                   | 19 مارس 1994   | 11 مارس 1995   |         |
| مايكل مورر (الفترة الثانية)       | الولايات المتحدة                  | الاتحاد الدولي للملاكمة ورابطة الملاكمة العالمية                          | 22 أبريل 1994  | 5 نوفمبر 1994  |         |
| أوليفر ماكول                      | الولايات المتحدة                  | المجلس العالمي للملاكمة                                                   | 24 سبتمبر 1994 | 2 سبتمبر 1995  |         |
| جورج فورمان (الفترة الثانية)      | الولايات المتحدة                  | الاتحاد الدولي للملاكمة ورابطة الملاكمة العالمية                          | 5 نوفمبر 1994  | 4 مارس 1995    |         |
| جورج فورمان                       | الولايات المتحدة                  | الاتحاد الدولي للملاكمة                                                   | 4 مارس 1995    | 28 يونيو 1995  |         |
| ريديك باو (الفترة الثانية)        | الولايات المتحدة                  | منظمة الملاكمة العالمية                                                   | 11 مارس 1995   | 1 مايو 1996    |         |
| بروس سيلدون                       | الولايات المتحدة                  | رابطة الملاكمة العالمية                                                   | 8 أبريل 1995   | 7 سبتمبر 1996  |         |
| فرانك برونو                       | المملكة المتحدة                   | المجلس العالمي للملاكمة                                                   | 2 سبتمبر 1995  | 16 مارس 1996   |         |
| مايك تايسون (الفترة الثانية)      | الولايات المتحدة                  | المجلس العالمي للملاكمة                                                   | 16 مارس 1996   | 7 سبتمبر 1996  |         |
| مايكل مورر (الفترة الثالثة)       | الولايات المتحدة                  | الاتحاد الدولي للملاكمة                                                   | 22 يونيو 1996  | 8 نوفمبر 1997  |         |
| هنري أكينواندي                    | المملكة المتحدة                   | منظمة الملاكمة العالمية                                                   | 29 يونيو 1996  | 17 فبراير 1997 | ,       |
| مايك تايسون                       | الولايات المتحدة                  | رابطة الملاكمة العالمية والمجلس العالمي للملاكمة                          | 7 سبتمبر 1996  | 24 سبتمبر 1996 |         |
| مايك تايسون                       | الولايات المتحدة                  | رابطة الملاكمة العالمية                                                   | 24 سبتمبر 1996 | 9 نوفمبر 1996  |         |
| إيفاندر هوليفيلد (الفترة الثانية) | الولايات المتحدة                  | رابطة الملاكمة العالمية                                                   | 9 نوفمبر 1996  | 8 نوفمبر 1997  |         |
| لينوكس لويس (الفترة الثانية)      | المملكة المتحدة                   | المجلس العالمي للملاكمة                                                   | 7 فبراير 1997  | 13 نوفمبر 1999 |         |
| هيربي هايد (الفترة الثانية)       | المملكة المتحدة                   | منظمة الملاكمة العالمية                                                   | 28 يونيو 1997  | 26 يونيو 1999  |         |
| إيفاندر هوليفيلد                  | الولايات المتحدة                  | الاتحاد الدولي للملاكمة ورابطة الملاكمة العالمية                          | 8 نوفمبر 1997  | 13 نوفمبر 1999 |         |
| فيتالي كليتشكو                    | أوكرانيا                          | منظمة الملاكمة العالمية                                                   | 26 يونيو 1999  | 1 أبريل 2000   |         |
| لينوكس لويس                       | المملكة المتحدة                   | الاتحاد الدولي للملاكمة، رابطة الملاكمة العالمية والمجلس العالمي للملاكمة | 13 نوفمبر 1999 | 29 أبريل 2000  |         |
| كريس بيرد                         | الولايات المتحدة                  | منظمة الملاكمة العالمية                                                   | 1 أبريل 2000   | 14 أكتوبر 2000 |         |
| لينوكس لويس                       | المملكة المتحدة                   | الاتحاد الدولي للملاكمة والمجلس العالمي للملاكمة                          | 29 أبريل 2000  | 22 أبريل 2001  |         |
| إيفاندر هوليفيلد (الفترة الثالثة) | الولايات المتحدة                  | رابطة الملاكمة العالمية                                                   | 12 أغسطس 2000  | 3 مارس 2001    |         |
| فلاديمير كليتشكو                  | أوكرانيا                          | منظمة الملاكمة العالمية                                                   | 14 أكتوبر 2000 | 8 مارس 2003    |         |
| جون رويز                          | الولايات المتحدة                  | رابطة الملاكمة العالمية                                                   | 3 مارس 2001    | 1 مارس 2003    |         |
| حازم رحمن                         | الولايات المتحدة                  | الاتحاد الدولي للملاكمة والمجلس العالمي للملاكمة                          | 22 أبريل 2001  | 17 نوفمبر 2001 |         |
| لينوكس لويس (الفترة الثالثة)      | المملكة المتحدة                   | الاتحاد الدولي للملاكمة والمجلس العالمي للملاكمة                          | 17 نوفمبر 2001 | 5 سبتمبر 2002  |         |
| لينوكس لويس                       | المملكة المتحدة                   | المجلس العالمي للملاكمة                                                   | 5 سبتمبر 2002  | 6 فبراير 2004  |         |
| كريس بيرد (الفترة الثانية)        | الولايات المتحدة                  | الاتحاد الدولي للملاكمة                                                   | 14 ديسمبر 2002 | 22 أبريل 2006  |         |
| روي جونز جونيور                   | الولايات المتحدة                  | رابطة الملاكمة العالمية                                                   | 1 مارس 2003    | 20 فبراير 2004 |         |
| كوري ساندرز                       | جنوب أفريقيا                      | منظمة الملاكمة العالمية                                                   | 8 مارس 2003    | 9 أكتوبر 2003  |         |
| جون رويز (الفترة الثانية)         | الولايات المتحدة                  | رابطة الملاكمة العالمية                                                   | 20 فبراير 2004 | 17 ديسمبر 2005 |         |
| لامون بروستر                      | الولايات المتحدة                  | منظمة الملاكمة العالمية                                                   | 10 أبريل 2004  | 1 أبريل 2006   |         |
| فيتالي كليتشكو (الفترة الثانية)   | أوكرانيا                          | المجلس العالمي للملاكمة                                                   | 24 أبريل 2004  | 9 نوفمبر 2005  |         |
| حازم رحمن (الفترة الثانية)        | الولايات المتحدة                  | المجلس العالمي للملاكمة                                                   | 9 نوفمبر 2005  | 12 أغسطس 2006  |         |
| نيكولاي فالويف                    | روسيا                             | رابطة الملاكمة العالمية                                                   | 17 ديسمبر 2005 | 14 أبريل 2007  |         |
| سياري لياخوفيش                    | بيلاروسيا                         | منظمة الملاكمة العالمية                                                   | 1 أبريل 2006   | 4 نوفمبر 2006  |         |
| فلاديمير كليتشكو (الفترة الثانية) | أوكرانيا                          | الاتحاد الدولي للملاكمة                                                   | 22 أبريل 2006  | 23 فبراير 2008 |         |
| أوليغ ماسكايف                     | روسيا                             | المجلس العالمي للملاكمة                                                   | 12 أغسطس 2006  | 8 مارس 2008    |         |
| شانون بريغز                       | الولايات المتحدة                  | منظمة الملاكمة العالمية                                                   | 4 نوفمبر 2006  | 2 يونيو 2007   |         |
| روسلان تشاجايف                    | أوزبكستان                         | رابطة الملاكمة العالمية                                                   | 14 أبريل 2007  | 20 يونيو 2009  |         |
| سلطان إبراهيموف                   | روسيا                             | منظمة الملاكمة العالمية                                                   | 2 يونيو 2007   | 23 فبراير 2008 |         |
| فلاديمير كليتشكو                  | أوكرانيا                          | الاتحاد الدولي للملاكمةمنظمة الملاكمة العالمية                            | 23 فبراير 2008 | 2 يوليو 2011   |         |
| صامويل بيتر                       | نيجيريا                           | المجلس العالمي للملاكمة                                                   | 8 مارس 2008    | 11 أكتوبر 2008 |         |
| نيكولاي فالويف (الفترة الثانية)   | روسيا                             | رابطة الملاكمة العالمية                                                   | 30 أغسطس 2008  | 7 نوفمبر 2009  |         |
| فيتالي كليتشكو (الفترة الثالثة)   | أوكرانيا                          | المجلس العالمي للملاكمة                                                   | 11 أكتوبر 2008 | 15 ديسمبر 2013 |         |
| ديفيد هاي                         | المملكة المتحدة                   | رابطة الملاكمة العالمية                                                   | 7 نوفمبر 2009  | 2 يوليو 2011   |         |
| فلاديمير كليتشكو                  | أوكرانيا                          | الاتحاد الدولي للملاكمة، رابطة الملاكمة العالمية منظمة الملاكمة العالمية  | 2 يوليو 2011   | 28 نوفمبر 2015 |         |
| ألكسندر بوفيتكين                  | روسيا                             | رابطة الملاكمة العالمية                                                   | 27 أغسطس 2011  | 5 أكتوبر 2013  |         |
| برمان سيفرن                       | كندا                              | المجلس العالمي للملاكمة                                                   | 10 مايو 2014   | 17 يناير 2015  |         |
| روسلان تشاجايف (الفترة الثانية)   | أوزبكستان                         | رابطة الملاكمة العالمية                                                   | 6 يوليو 2014   | 5 مارس 2016    |         |
| ديونتاي وايلدر                    | الولايات المتحدة                  | المجلس العالمي للملاكمة                                                   | 17 يناير 2015  |                |         |
| تايسون فيوري                      | المملكة المتحدة                   | الاتحاد الدولي للملاكمة، رابطة الملاكمة العالمية منظمة الملاكمة العالمية  | 28 نوفمبر 2015 | 8 ديسمبر 2015  |         |
| تايسون فيوري                      | المملكة المتحدة                   | رابطة الملاكمة العالمية منظمة الملاكمة العالمية                           | 8 ديسمبر 2015  | 12 أكتوبر 2016 |         |
| تشارلز مارتن                      | الولايات المتحدة                  | الاتحاد الدولي للملاكمة                                                   | 16 يناير 2016  | 9 أبريل 2016   |         |
| لوكاس براون                       | أستراليا                          | رابطة الملاكمة العالمية                                                   | 5 مارس 2016    | 12 مايو 2016   | ,       |
| روسلان تشاجايف (الفترة الثالثة)   | أوزبكستان                         | رابطة الملاكمة العالمية                                                   | 21 مايو 2016   | 28 يوليو 2016  | ,       |
| أنتوني جوشوا                      | المملكة المتحدة                   | الاتحاد الدولي للملاكمة                                                   | 9 أبريل 2016   |                |         |